# 三階節
三階節（さんかいぶし）は、新潟県柏崎市に伝わる民謡、座敷唄、盆踊り。
『ヤラシャレ節』とも呼ばれる。

## 概要
江戸時代の後期に江戸や京都、大阪で流行した『ヤッチョメ節』が柏崎に持ち込まれ、三階節となったと言われる。曲目の由来は、同じ文句を三回繰り返すためという説や仏教の三界からという説など様々な諸説がある。
1935年(昭和10年)頃に芸者歌手の小唄勝太郎がレコード発売したことで全国区に広まり、その後は多くの芸者歌手や美空ひばり、ザ・ピーナッツといった歌手によってレコード化・ＣＤ化されている。
歌詞に出てくる『米山さんから雲が出た』とは『米山に雲がかかると夕立が来る』という意味であり、これは柏崎で古くから行われている米山の自然現象を見ての気象予測である。また、『悪田の渡しがなかよかろ』とは『命がけで渡るような危険な場所がなければいいのに』という意味である。

## 主な歌詞
米山さんから雲が出た
いまに夕立が来るやら
ピッカラ　シャンカラ
ドンカラリンと音がする
（ハア　音がする）
いまに夕立が来るやら
ピッカラ　シャンカラ
ドンカラリンと音がする
（ハァ　ヤラシャレ　ヤラシャレ）

柏崎から椎谷まで
間(あい)に荒浜荒砂
芥多(悪田)の渡しが
なきゃよかろ
（ハア　なかよかろ）
間に荒浜荒砂
悪田の渡しが
無きゃよかろ
（ハァ　ヤラシャレ　ヤラシャレ）

可愛がられた竹の子が
今じゃ切られて割られて
桶のたがに　掛けられて
締められた
（ハア　締められた）
今じゃ切られて割られて
桶のたがに　掛けられて
締められた
（ハァ　ヤラシャレ　ヤラシャレ）

## 歌った歌手[3]
- 芸者歌手 - 石川家美代吉、小唄勝太郎、市丸、浅草〆香、美ち奴、照菊
- 民謡歌手 - 日暮千代子、金沢明子、大塚美春、下谷二三子
- 歌手 - 美空ひばり、江利チエミ、三橋美智也、三波春夫、マヒナスターズ、大月みやこ